# Barrage de La Yesca
Le barrage de La Yesca est un barrage situé sur le Río Grande de Santiago au Mexique.